# Onuphis multiannulata
Onuphis multiannulata är en ringmaskart som beskrevs av Shisko 1982. Onuphis multiannulata ingår i släktet Onuphis och familjen Onuphidae. Inga underarter finns listade i Catalogue of Life.